# Olimpijske međuigre – Atena 1906.
Olimpijske međuigre – Atena 1906.
Olimpijske međuigre (engleski: Intercalated games) su održane 1906. godine u Ateni, u Grčkoj, povodom proslave 10-godišnjice prvih modernih Olimpijskih igara. Iako su u to vrijeme ove Igre bile održane prema protokolu i svim pravilima modernog olimpizma, na današnji dan Međunarodni olimpijski odbor ove Igre ne priznaje službeno kao punopravne ostalim izdanjima, te se i medalje osvojene na ovom natjecanju službeno ne broje u tablicama osvajača olimpijskih medalja.
U natjecateljskom programu se istaknuo Ray Ewry iz SAD-a, koji je pobjedom u dvije discipline skokova iz mjesta (vis, dalj) nastavio dominaciju u tim sportovima s prethodna dva izdanja Igara. Još je zapažen bio nastup njegovog sunardonjaka Paula Pilgrima, koji je pobijedio u utrkama na 400 i 800 metara. Billy Sherring iz Kanade je ozbiljno pristupio pripremama za maraton, te je preselio u Grčku dva mjeseca prije Igara da se navikne na lokalne uvjete. To mu je očito pomoglo, te je pobijedio iako nije spadao u krug favorita.

## Naslijeđe Olimpijskih međuigara
Iako ove Igre službeno ne spadaju u red 'pravih' Olimpijskih igara, po mnogo čemu su one utrle put modernom olimpijskom pokretu. Prethodna izdanja Igara, i to ona u Parizu 1900. godine te Igara u St. Louisu 1904.godine nisu polučila željeni uspjeh: zbog predugog trajanja od nekoliko mjeseci te zajedničke organizacije sa Svjetskim izložbama donekle je bio smanjen interes i sportaša i javnosti za Olimpijske igre. Međuigre u Ateni su međutim po prvi puta bile organizirane na način da su sva natjecanja održana u svega par tjedana, što je omogućilo dinamičniji program, bolji interes gledatelja i javnosti, te olakšalo samu organizaciju. Također, svi sportaši su se prije natjecanja morali registrirati kod MOO-a.
Osim toga, na ovim Igrama se po prvi puta organiziralo otvaranje igara kao zaseban događaj koji je uključivao defile momčadi na stadionu pred publikom iza nacionalnih zastava, te slično organizirano i zatvaranje Igara. Te su ceremonije od tada prisutne na svim izdanjima OI.

## Popis sportova
| - Atletika - Biciklizam - Dizanje utega - Mačevanje - Nogomet - Gimnastika - Hrvanje |  | - Streljaštvo - Skokovi u vodu - Plivanje - Potezanje konopa - Tenis - Veslanje |

## Popis osvojenih medalja
Medalje osvojene na ovim Igrama se prema tumačenju MOO-a službeno ne broje kao olimpijske medalje. Medalje domaćina su posebno istaknute.
| Olimpijske međuigre 1906 |                   |       |        |        |        |
| Plasman                  | Država            | Zlato | Srebro | Bronca | Ukupno |
| 1                        | Francuska         | 15    | 9      | 16     | 40     |
| 2                        | SAD               | 12    | 6      | 6      | 24     |
| 3                        | Grčka             | 8     | 13     | 12     | 33     |
| 4                        | Velika Britanija  | 8     | 11     | 5      | 24     |
| 5                        | Italija           | 7     | 6      | 3      | 16     |
| 6                        | Švicarska         | 5     | 6      | 4      | 15     |
| 7                        | Njemačka          | 4     | 6      | 5      | 15     |
| 8                        | Norveška          | 4     | 2      | 1      | 7      |
| 9                        | Austrija          | 3     | 3      | 3      | 9      |
| 10                       | Danska            | 3     | 2      | 1      | 6      |
| 11                       | Švedska           | 2     | 5      | 7      | 14     |
| 12                       | Mađarska          | 2     | 5      | 3      | 10     |
| 13                       | Belgija           | 2     | 1      | 3      | 6      |
| 14                       | Finska            | 2     | 1      | 1      | 4      |
| 15                       | Kanada            | 1     | 1      | 0      | 2      |
| 16                       | Nizozemska        | 0     | 1      | 2      | 3      |
| 17                       | Otomansko carstvo | 0     | 1      | 1      | 2      |
| 18                       | Nezavisni tim     | 0     | 1      | 0      | 1      |
| 19                       | Australija        | 0     | 0      | 3      | 3      |
| 20                       | Bohemija          | 0     | 0      | 2      | 2      |
|                          |                   |       |        |        |        |
| Ukupno                   | Ukupno            | 78    | 80     | 78     | 226    |